# 葡萄牙廣播電視公司第二台
葡萄牙廣播電視公司第二台（葡萄牙語：RTP2）是葡萄牙廣播電視公司一條於1968年開播的電視頻道，主要播放各類電影攝製藝術節目、紀錄片、兒童節目以及古典音樂。這條頻道自2005年起實行24小時全日廣播，而且並不會播放任何商業廣告。